# Antonio Candreva
Antonio Candreva, né le 28 février 1987 à Rome, est un footballeur italien. Ancien international, il évolue au poste de milieu droit.

## Biographie

### En club
Antonio est formé au club de la Ternana où il débute en Serie B (D2) lors de la saison 2004-2005. Accumulant de plus en plus de temps de jeu, il ne peut empêcher la chute de son club en Serie C1 (D3) pour la saison 2006-2007.
La saison suivante, il signe pour le club de l'Udinese Calcio. Hélas, il n'obtient qu'un temps de jeu famélique (seulement 8 matchs). Il est ainsi prêté pour la saison 2008-2009 à Livourne en Serie B où il s'impose rapidement comme un titulaire indéboulonnable dans l'entrejeu labronico. En janvier 2010 il est prêté avec option d'achat de 7,5 millions d'euros à la Juventus. En fin de saison, cette option ne sera pas levée.
Le 30 août 2010, il est prêté avec option d'achat par l'Udinese Calcio au Parme FC. Le 21 juillet 2011, il est prêté avec option d'achat pour la moitié des droits du joueur par l'Udinese Calcio à l'AC Cesena.
Le 31 janvier 2012 à l'ultime minute de la fin du mercato d'hiver Candreva s'engage avec la Lazio Rome.
Le 3 août 2016, il signe pour 4 ans à l'Inter et devient le premier achat majeur de la nouvelle direction chinoise du club nerazzurro.

### En équipe nationale
Grand espoir du football italien, il remporte avec la sélection italienne espoirs le Tournoi de Toulon 2008. Il est également sélectionné en équipe d'Italie olympique, pour les Jeux olympiques de Pékin. Antonio Candreva dispute deux matchs lors du tournoi olympique : contre le Cameroun, et la Belgique. Il participe également au championnat d'Europe espoirs 2009, où l'Italie atteint les demi-finales de la compétition.
Antonio Candreva est sélectionné pour la première fois dans le groupe des champions du monde par Marcello Lippi, pour la double confrontation amical contre les Pays-Bas le 14 novembre 2009, et contre la Suède le 18 novembre 2009. Il est par la suite sélectionné dans une pré-liste de 30 joueurs dressée par Marcello Lippi en vue de la Coupe du monde 2010, avant d'être le premier, avec Fabio Grosso, à en être éjecté lors de la réduction de la liste à 28 joueurs.
Pour la campagne du Brésil 2014, le sélectionneur de l'époque, Cesare Prandelli, le convoque régulièrement. Il réalise notamment une bonne Coupe des confédérations 2013 ou il termine à la 3e place avec l'Italie. Antonio Candreva dispute trois matchs lors de ce tournoi, contre le Brésil, l'Espagne, et l'Uruguay. La Coupe du monde 2014 est toutefois une désillusion. Après un bon premier match contre l'Angleterre (victoire 2-1), l'équipe sombre lors des deux matchs suivants, se faisant ainsi éliminer dès le premier tour. Antonio Candreva dispute deux matchs lors du mondial brésilien, contre l'Angleterre et le Costa Rica.
Après le mondial, le nouveau sélectionneur Antonio Conte continue à le convoquer régulièrement. Ainsi, il fait partie intégrante du groupe qui dispute les éliminatoires de l'Euro 2016. Antonio Candreva inscrit deux buts lors de ces éliminatoires : contre la Croatie en novembre 2014 (match nul 1-1), puis à nouveau contre cette même équipe en juin 2015, pour le même résultat.
Il figure alors dans la liste des 23 joueurs italiens appelés à disputer l'Euro 2016 organisé en France. Lors du premier match contre la Belgique, il est auteur d'une grande prestation (avec une passe décisive) qui permet à la Squadra Azzurra de l'emporter 2 buts à 0 face aux Diables Rouges. Il participe ensuite à la victoire des italiens sur la Suède (victoire 1-0). Il ne peut toutefois prendre part aux matchs suivants, étant blessé aux adducteurs. L'Italie s'incline finalement en quart de finale contre l'Allemagne.

## Statistiques

### Générales
| Saison                | Club                  | Championnat           | Championnat | Championnat | Championnat | Coupe(s) nationale(s) | Coupe(s) nationale(s) | Coupe(s) nationale(s) | Supercoupe | Supercoupe | Supercoupe | Compétition(s) continentale(s) | Compétition(s) continentale(s) | Compétition(s) continentale(s) | Compétition(s) continentale(s) | Barrages | Barrages | Barrages | Italie | Italie | Italie | Total | Total | Total |
| Saison                | Club                  | Division              | M.          | B.          | P.d.        | M.                    | B.                    | P.d.                  | M.         | B.         | P.d.       | Comp.                          | M.                             | B.                             | P.d.                           | M.       | B.       | P.d.     | M.     | B.     | P.d.   | M.    | B.    | P.d.  |
| 2004-2005             | Ternana Calcio        | Serie B               | 2           | 0           | 0           | -                     | -                     | -                     | -          | -          | -          | -                              | -                              | -                              | -                              | -        | -        | -        | -      | -      | -      | 2     | 0     | 0     |
| 2005-2006             | Ternana Calcio        | Serie B               | 29          | 0           | 1           | 1                     | 0                     | 0                     | -          | -          | -          | -                              | -                              | -                              | -                              | -        | -        | -        | -      | -      | -      | 30    | 0     | 1     |
| 2006-2007             | Ternana Calcio        | Serie C1              | 16          | 0           | 0           | 3                     | 1                     | 0                     | -          | -          | -          | -                              | -                              | -                              | -                              | -        | -        | -        | -      | -      | -      | 19    | 1     | 0     |
| Sous-total            | Sous-total            | Sous-total            | 47          | 0           | 1           | 4                     | 1                     | 0                     | -          | -          | -          | -                              | -                              | -                              | -                              | -        | -        | -        | -      | -      | -      | 51    | 1     | 1     |
| 2007-2008             | Udinese Calcio        | Serie A               | 3           | 0           | 0           | 5                     | 0                     | 1                     | -          | -          | -          | -                              | -                              | -                              | -                              | -        | -        | -        | -      | -      | -      | 8     | 0     | 1     |
| 2008-2009             | AS Livourne (prêt)    | Serie B               | 33          | 2           | 2           | -                     | -                     | -                     | -          | -          | -          | -                              | -                              | -                              | -                              | 1        | 0        | 0        | -      | -      | -      | 34    | 2     | 2     |
| 2009-2010             | AS Livourne (prêt)    | Serie A               | 19          | 0           | 3           | 3                     | 0                     | 0                     | -          | -          | -          | -                              | -                              | -                              | -                              | -        | -        | -        | 2      | 0      | 0      | 24    | 0     | 3     |
| Sous-total            | Sous-total            | Sous-total            | 52          | 2           | 5           | 3                     | 0                     | 0                     | -          | -          | -          | -                              | -                              | -                              | -                              | 1        | 0        | 0        | 2      | 0      | 0      | 58    | 2     | 5     |
| 2009-2010             | Juventus FC (prêt)    | Serie A               | 16          | 2           | 2           | 1                     | 0                     | 0                     | -          | -          | -          | C3                             | 3                              | 0                              | 0                              | -        | -        | -        | -      | -      | -      | 20    | 2     | 2     |
| 2010-2011             | Parme FC (prêt)       | Serie A               | 31          | 3           | 1           | 2                     | 0                     | 0                     | -          | -          | -          | -                              | -                              | -                              | -                              | -        | -        | -        | -      | -      | -      | 33    | 3     | 1     |
| 2011-2012             | AC Cesena (prêt)      | Serie A               | 18          | 2           | 4           | 3                     | 1                     | 0                     | -          | -          | -          | -                              | -                              | -                              | -                              | -        | -        | -        | -      | -      | -      | 21    | 3     | 4     |
| 2011-2012             | Lazio Rome            | Serie A               | 15          | 3           | 1           | -                     | -                     | -                     | -          | -          | -          | C3                             | 2                              | 0                              | 1                              | -        | -        | -        | -      | -      | -      | 17    | 3     | 2     |
| 2012-2013             | Lazio Rome            | Serie A               | 35          | 6           | 7           | 3                     | 0                     | 3                     | -          | -          | -          | C3                             | 11                             | 1                              | 3                              | -        | -        | -        | 9      | 0      | 1      | 58    | 7     | 14    |
| 2013-2014             | Lazio Rome            | Serie A               | 37          | 12          | 5           | 1                     | 0                     | 1                     | 1          | 0          | 0          | C3                             | 5                              | 0                              | 0                              | -        | -        | -        | 11     | 0      | 4      | 55    | 12    | 10    |
| 2014-2015             | Lazio Rome            | Serie A               | 34          | 10          | 7           | 4                     | 1                     | 2                     | -          | -          | -          | -                              | -                              | -                              | -                              | -        | -        | -        | 7      | 2      | 0      | 45    | 13    | 9     |
| 2015-2016             | Lazio Rome            | Serie A               | 30          | 10          | 3           | 2                     | 0                     | 0                     | 1          | 0          | 0          | C1+C3                          | 2+9                            | 0+2                            | 0+1                            | -        | -        | -        | 11     | 2      | 5      | 55    | 14    | 9     |
| Sous-total            | Sous-total            | Sous-total            | 151         | 41          | 23          | 10                    | 1                     | 6                     | 2          | 0          | 0          | -                              | 29                             | 3                              | 5                              | -        | -        | -        | 38     | 4      | 10     | 230   | 49    | 44    |
| 2016-2017             | Inter Milan           | Serie A               | 38          | 6           | 10          | 2                     | 1                     | 0                     | -          | -          | -          | C3                             | 5                              | 1                              | 0                              | -        | -        | -        | 7      | 2      | 2      | 52    | 10    | 12    |
| 2017-2018             | Inter Milan           | Serie A               | 36          | 0           | 8           | 1                     | 0                     | 0                     | -          | -          | -          | -                              | -                              | -                              | -                              | -        | -        | -        | 7      | 1      | 1      | 44    | 1     | 9     |
| 2018-2019             | Inter Milan           | Serie A               | 18          | 1           | 0           | 2                     | 2                     | 0                     | -          | -          | -          | C1+C3                          | 5+4                            | 0                              | 0+2                            | -        | -        | -        | -      | -      | -      | 29    | 3     | 2     |
| 2019-2020             | Inter Milan           | Serie A               | 32          | 5           | 7           | 2                     | 1                     | 0                     | -          | -          | -          | C1+C3                          | 5+1                            | 1+0                            | 1+0                            | -        | -        | -        | -      | -      | -      | 40    | 7     | 8     |
| Sous-total            | Sous-total            | Sous-total            | 124         | 12          | 25          | 7                     | 4                     | 0                     | -          | -          | -          | -                              | 20                             | 2                              | 3                              | -        | -        | -        | 14     | 3      | 3      | 165   | 21    | 31    |
| 2020-2021             | Sampdoria (prêt)      | Serie A               | 35          | 5           | 8           | 1                     | 0                     | 0                     | -          | -          | -          | -                              | -                              | -                              | -                              | -        | -        | -        | -      | -      | -      | 36    | 5     | 8     |
| 2021-2022             | Sampdoria             | Serie A               | 36          | 7           | 10          | 3                     | 0                     | 1                     | -          | -          | -          | -                              | -                              | -                              | -                              | -        | -        | -        | -      | -      | -      | 39    | 7     | 11    |
| 2022-2023             | Sampdoria             | Serie A               | -           | -           | -           | 1                     | 0                     | 0                     | -          | -          | -          | -                              | -                              | -                              | -                              | -        | -        | -        | -      | -      | -      | 1     | 0     | 0     |
| Sous-total            | Sous-total            | Sous-total            | 71          | 12          | 18          | 5                     | 0                     | 1                     | -          | -          | -          | -                              | -                              | -                              | -                              | -        | -        | -        | -      | -      | -      | 76    | 12    | 19    |
| 2022-2023             | US Salernitana (prêt) | Serie A               | 35          | 7           | 4           | -                     | -                     | -                     | -          | -          | -          | -                              | -                              | -                              | -                              | -        | -        | -        | -      | -      | -      | 35    | 7     | 4     |
| 2023-2024             | US Salernitana        | Serie A               | 32          | 6           | 6           | 1                     | 1                     | 0                     | -          | -          | -          | -                              | -                              | -                              | -                              | -        | -        | -        | -      | -      | -      | 33    | 7     | 6     |
| Sous-total            | Sous-total            | Sous-total            | 67          | 13          | 10          | 1                     | 1                     | 0                     | -          | -          | -          | -                              | -                              | -                              | -                              | -        | -        | -        | -      | -      | -      | 68    | 14    | 10    |
| Total sur la carrière | Total sur la carrière | Total sur la carrière | 576         | 87          | 88          | 41                    | 8                     | 8                     | 2          | 0          | 0          | -                              | 52                             | 5                              | 8                              | 1        | 0        | 0        | 54     | 7      | 13     | 726   | 107   | 117   |

### Buts internationaux
| Buts internationaux de Antonio Candreva | Buts internationaux de Antonio Candreva | Buts internationaux de Antonio Candreva     | Buts internationaux de Antonio Candreva | Buts internationaux de Antonio Candreva | Buts internationaux de Antonio Candreva | Buts internationaux de Antonio Candreva | Buts internationaux de Antonio Candreva | Buts internationaux de Antonio Candreva |
| 0                                       | Date                                    | Lieu                                        | Adversaire                              | Score                                   | Résultats                               | Compétitions                            | Détail                                  | Détail                                  |
| --------------------------------------- | --------------------------------------- | ------------------------------------------- | --------------------------------------- | --------------------------------------- | --------------------------------------- | --------------------------------------- | --------------------------------------- | --------------------------------------- |
| 1                                       | 16 novembre 2014                        | San Siro, Milan, Italie                     | Croatie                                 | 1-1                                     | 1-1                                     | Éliminatoires Euro 2016                 | 11e                                     | du pied droit                           |
| 2                                       | 12 juin 2015                            | Stade de Poljud, Split, Croatie             | Croatie                                 | 1-1                                     | 1-1                                     | Éliminatoires Euro 2016                 | 36e                                     | s.p du pied droit                       |
| 3                                       | 13 novembre 2015                        | Stade Roi Baudouin, Bruxelles, Belgique     | Belgique                                | 0-1                                     | 3-1                                     | Match amical                            | 3e                                      | du pied gauche                          |
| 4                                       | 6 juin 2016                             | Stade Marcantonio-Bentegodi, Vérone, Italie | Finlande                                | 1-0                                     | 2-0                                     | Match amical                            | 27e                                     | s.p du pied droit                       |
| 5                                       | 5 septembre 2016                        | Stade Sammy-Ofer, Haifa, Israël             | Israël                                  | 0-2                                     | 1-3                                     | Éliminatoires Coupe du monde 2018       | 31e                                     | s.p du pied droit                       |
| 6                                       | 12 novembre 2016                        | Rheinpark Stadion, Vaduz, Liechtenstein     | Liechtenstein                           | 0-3                                     | 0-4                                     | Éliminatoires Coupe du monde 2018       | 32e                                     | du pied gauche                          |
| 7                                       | 9 octobre 2017                          | Stade Loro-Boriçi, Shkodër, Albanie         | Albanie                                 | 0-1                                     | 0-1                                     | Éliminatoires Coupe du monde 2018       | 73e                                     | du pied droit                           |

## Palmarès

### En club
| Lazio Rome - Coupe d'Italie - Vainqueur en 2013 |

### En sélection
| Italie espoirs - Tournoi de Toulon - Vainqueur en 2008 |  | Italie - Coupe des confédérations - Troisième en 2013 |